# Trente-neuvième district congressionnel de Californie
Le 39e district congressionnel de Californie est un district de l'État américain de Californie. Le district comprend des parties des Comtés de Los Angeles, Orange et San Bernardino, et comprend Fullerton, La Habra, La Habra Heights, Brea, Buena Park, Anaheim Hills, Placentia, Yorba Linda, Diamond Bar, Walnut, Chino Hills, Hacienda Heights, Rowland Heights et des parties de Ramona.
Depuis 2023, il est représenté par le démocrate Mark Takano.
Le 39e district congressionnel de Californie est un district de l'État américain de Californie. Le district comprend des parties du Comté de Riverside, notamment Jurupa Valley, Riverside, Moreno Valley et Perris. Le district est représenté par le Démocrate Mark Takano depuis qu'il a été redécoupé du 41e district en 2022.

## Géographie
| #  | Comté     | Siège     | Population |
| -- | --------- | --------- | ---------- |
| 65 | Riverside | Riverside | 2 458 395  |

À partir du redécoupage de 2020, le 39e district congressionnel de Californie a été géographiquement déplacé vers l'Inland Empire en Californie du Sud. C'est dans la région ouest du Comté de Riverside.
Le Comté de Riverside est divisé entre ce district et le 41e district. Ils sont séparés par la the Corona Freeway, River Trails Park, Redley Substation Rd, Arlington Ave, Alhambra Ave, Golden Ave, Doheny Blvd, Bolivar St, Campbell Ave, Pierce St, Quantico Dr, Collett Ave, Buchanan St, Highway 91, 12397 Doherty Way-Magnolia Ave, BNSF Railroad, N McKinley St, N Temescal St, E 16th St, S Neece St, Indiana Ave, Skyridge Dr, Fillmore St, 2969 Fillmore St-La Sierra Ave, Cleveland Ave, McAllister Parkway, Corsica Ave, Hermosa Dr, John F. Kennedy Dr, Wood Rd, Colt St, Dauchy Ave, Van Buren Blvd, Bobbit Ave, Chicago Ave, Krameria Ave, 16510 Sendero del Charro-Mariposa Ave, Barton St, Cole Ave, Rider St, Greenwood Ave, Kabian Park, Goetz Park, Ethanac Rd, McLaughlin Rd, Sherman Rd, Tumble Rd, Watson Rd, Escondido Expressway, Mapes Rd, Ellis Ave, Antelope Rd, Rico Ave, San Jacinto River, Ramona Expressway, Lake Perris State Recreation Area, Gilman Springs Rd, Moreno Valley Freeway, Quincy St, Cloud Haven Dr, Holly Ct, Reche Vista Dr, Reche Canyon Rd, and Keissel Rd. Le 39e district comprend les villes de Moreno Valley, Jurupa Valley, Perris et Riverside, ainsi que la census-designated places de Mead Valley, Home Gardens, Highgrove, March Air Reserve Base, Good Hope et Meadowbrook.

### Villes et CDP de10 000 personnesou plus
- Riverside - 317 261
- Moreno Valley - 208 364
- Jurupa Valley - 105 053
- Perris - 80 263
- Mead Valley - 19 819
- Home Gardens - 3142

## Historique de vote
| Année | Poste               | Résultats                         |
| ----- | ------------------- | --------------------------------- |
| 1990  | Gouverneur          | Wilson 66,2 % - 28,2 %            |
| 1992  | Président           | Bush 43,8 % - 34,1 %              |
| 1992  | Sénateur            | Herschensohn (en) 46,3 % - 45,1 % |
| 1992  | Sénateur (Spéciale) | Seymour 50,3 % - 40,6 %           |
| 1994  | Gouverneur          | Wilson 65,5 % - 30,2 %            |
| 1994  | Sénateur            | Huffington 57,9 % - 33,3 %        |
| 1996  | Président           | Dole 48,3 % - 41,4 %              |
| 1998  | Gouverneur          | Lungren 49,9 % - 47,5 %           |
| 1998  | Sénateur            | Fong (en) 55,2 % - 41,1 %         |
| 2000  | Président           | Bush 52,9 % - 43,3 %              |
| 2000  | Sénateur            | Campbell (en) 46,8 % - 46,2 %     |
| 2002  | Gouverneur          | Davis 54,1 % - 38,0 %             |
| 2003  | Rappel,             | Oui 54,3 % - 45,7 %               |
| 2003  | Rappel,             | Schwarzenegger 45,0 % - 36,5 %    |
| 2004  | Président           | Kerry 58,5 % - 40,3 %             |
| 2004  | Sénateur            | Boxer 63,7 % - 31,3 %             |
| 2006  | Gouverneur          | Angelides (en) 49,3 % - 46,1 %    |
| 2006  | Sénateur            | Feinstein 64,1 % - 31,0 %         |
| 2008  | Président           | Obama 65,5 % - 32,4 %             |
| 2010  | Gouverneur          | Brown 60,3 % - 33,6 %             |
| 2010  | Sénateur            | Boxer 59,8 % - 34,2 %             |
| 2012  | Président           | Romney 50,8 % - 47,1 %            |
| 2012  | Sénateur            | Emken (en) 50,8 % - 49,2 %        |
| 2014  | Gouverneur          | Kashkari (en) 55,5 % - 44,5 %     |
| 2016  | Président           | Clinton 51,5 % - 42,9 %           |
| 2016  | Sénateur            | Harris 54,1 % - 45,9 %            |
| 2018  | Gouverneur          | Cox 50,4 % - 49,6 %               |
| 2018  | Sénateur            | Feinstein 55,5 % - 44,5 %         |
| 2020  | Président           | Biden 54,1 % - 44,0 %             |
| 2021  | Rappel              | Non 52,3 % - 47,7 %               |
| 2022  | Gouverneur          | Newsom 54,7 % - 45,3 %            |
| 2022  | Sénat               | Padilla 56,5 % - 43,5 %           |

## Liste des représentants du district
| Membre                           | Parti       | Années                          | Congrès     | Histoire électorale | Zone géographique                                                                                 |
| -------------------------------- | ----------- | ------------------------------- | ----------- | --- | ------------------------------------------------------------------------------------------------- |
| District créée le 3 janvier 1973 |             |                                 |             | |                                                                                                   |
| Andrew Hinshaw (en)              | Républicain | 3 janvier 1973 - 3 janvier 1975 | 93e         | Élu en 1972. Redécoupage vers le 40e district. | 1973–1975 Orange (Partie intérieure)                                                              |
| Charles E. Wiggins (en)          | Républicain | 3 janvier 1975 - 3 janvier 1979 | 94e , 95e   | Redécoupage depuis le 25e district et réélu en 1974. Réélu en 1976. Retrait.                                                                                    | 1975–1983 Orange (Partie Nord-Est)                                                                |
| William E. Dannemeyer (en)       | Républicain | 3 janvier 1979 - 3 janvier 1993 | 96e - 102e  | Élu en 1978. Réélu en 1980. Réélu en 1982. Réélu en 1984. Réélu en 1986. Réélu en 1988. Réélu en 1990. Retrait pour se présenter comme Sénateur des États-Unis. | 1975–1983 Orange (Partie Nord-Est)                                                                |
| William E. Dannemeyer (en)       | Républicain | 3 janvier 1979 - 3 janvier 1993 | 96e - 102e  | Élu en 1978. Réélu en 1980. Réélu en 1982. Réélu en 1984. Réélu en 1986. Réélu en 1988. Réélu en 1990. Retrait pour se présenter comme Sénateur des États-Unis. | 1983–1993 Orange (Partie Nord-Est)                                                                |
| Ed Royce                         | Républicain | 3 janvier 1993 - 3 janvier 2003 | 103e - 107e | Élu en 1992. Réélu en 1994. Réélu en 1996. Réélu en 1998. Réélu en 2000. Redécoupage vers le 40e district.                                                      | 1993–2003 Los Angeles (Partie Sud), Orange (Partie Nord-Ouest)                                    |
| Linda Sánchez                    | Démocrate   | 3 janvier 2003 - 3 janvier 2013 | 108e - 112e | Élue en 2002. Réélue en 2004. Réélue en 2006. Réélue en 2008. Réélue en 2010. Redécoupage vers le 38e district.                                                 | 2003–2013 Los Angeles (Partie Sud/Sud-Ouest)                                                      |
| Ed Royce                         | Républicain | 3 janvier 2013 - 3 janvier 2019 | 113e - 115e | Redécoupage depuis le 40e district et réélu en 2012. Réélu en 2014. Réélu en 2016. Retrait.                                                                     | 2013–2023 Los Angeles (en partie), Orange, San Bernardino (Chino Hills, Diamond Bar et Fullerton) |
| Gil Cisneros                     | Démocrate   | 3 janvier 2019 - 3 janvier 2021 | 116e        | Élu en 2018. Perds sa réélection. | 2013–2023 Los Angeles (en partie), Orange, San Bernardino (Chino Hills, Diamond Bar et Fullerton) |
| Young Kim                        | Républicain | 3 janvier 2021 - 3 janvier 2023 | 117e        | Élue en 2020. Redécoupage vers le 40e | 2013–2023 Los Angeles (en partie), Orange, San Bernardino (Chino Hills, Diamond Bar et Fullerton) |
| Mark Takano                      | Démocrate   | 3 janvier 2023 - en cours       | 118e - 119e | Redécoupage depuis le 41e district et réélu en 2022. Réélu en 2024.                                                                                             | 2023– Comté de Riverside (Partie Occidentale)                                                     |

## Résultats des récentes élections
Voici le résultat des dix précédents cycles électoraux dans le district.

### 2004
| Élection de 2004 du 39e district congressionnel de Californie | Élection de 2004 du 39e district congressionnel de Californie | Élection de 2004 du 39e district congressionnel de Californie | Élection de 2004 du 39e district congressionnel de Californie | Élection de 2004 du 39e district congressionnel de Californie |
| ------------------------------------------------------------- | ------------------------------------------------------------- | ------------------------------------------------------------- | ------------------------------------------------------------- | ------------------------------------------------------------- |
| Parti                                                         | Parti                                                         | Candidat                                                      | Votes                                                         | %                                                             |
|                                                               | Démocrate                                                     | Linda Sanchez (sortante)                                      | 100 132                                                       | 60,7                                                          |
|                                                               | Républicain                                                   | Tim Escobar                                                   | 64 832                                                        | 39,3                                                          |
| Total des votes                                               | Total des votes                                               | Total des votes                                               | 164 964                                                       | 100%                                                          |
|                                                               | Les Démocrates conservent                                     |                                                               |                                                               |                                                               |

### 2006
| Élection de 2006 du 39e district congressionnel de Californie | Élection de 2006 du 39e district congressionnel de Californie | Élection de 2006 du 39e district congressionnel de Californie | Élection de 2006 du 39e district congressionnel de Californie | Élection de 2006 du 39e district congressionnel de Californie |
| ------------------------------------------------------------- | ------------------------------------------------------------- | ------------------------------------------------------------- | ------------------------------------------------------------- | ------------------------------------------------------------- |
| Parti                                                         | Parti                                                         | Candidat                                                      | Votes                                                         | %                                                             |
|                                                               | Démocrate                                                     | Linda Sanchez (sortante)                                      | 72 149                                                        | 65,9                                                          |
|                                                               | Républicain                                                   | James L. Andion                                               | 37 384                                                        | 34,1                                                          |
| Total des votes                                               | Total des votes                                               | Total des votes                                               | 109 533                                                       | 100%                                                          |
|                                                               | Les Démocrates conservent                                     |                                                               |                                                               |                                                               |

### 2008
| Élection de 2008 du 39e district congressionnel de Californie | Élection de 2008 du 39e district congressionnel de Californie | Élection de 2008 du 39e district congressionnel de Californie | Élection de 2008 du 39e district congressionnel de Californie | Élection de 2008 du 39e district congressionnel de Californie |
| ------------------------------------------------------------- | ------------------------------------------------------------- | ------------------------------------------------------------- | ------------------------------------------------------------- | ------------------------------------------------------------- |
| Parti                                                         | Parti                                                         | Candidat                                                      | Votes                                                         | %                                                             |
|                                                               | Démocrate                                                     | Linda Sanchez (sortante)                                      | 125 289                                                       | 69,7                                                          |
|                                                               | Républicain                                                   | Diane A. Lenning                                              | 54 533                                                        | 30,3                                                          |
| Total des votes                                               | Total des votes                                               | Total des votes                                               | 179 822                                                       | 100%                                                          |
|                                                               | Les Démocrates conservent                                     |                                                               |                                                               |                                                               |

### 2010
| Élection de 2010 du 39e district congressionnel de Californie | Élection de 2010 du 39e district congressionnel de Californie | Élection de 2010 du 39e district congressionnel de Californie | Élection de 2010 du 39e district congressionnel de Californie | Élection de 2010 du 39e district congressionnel de Californie |
| ------------------------------------------------------------- | ------------------------------------------------------------- | ------------------------------------------------------------- | ------------------------------------------------------------- | ------------------------------------------------------------- |
| Parti                                                         | Parti                                                         | Candidat                                                      | Votes                                                         | %                                                             |
|                                                               | Démocrate                                                     | Linda Sanchez (sortante)                                      | 81 590                                                        | 63,3                                                          |
|                                                               | Républicain                                                   | Larry S. Andre                                                | 42 037                                                        | 32,6                                                          |
|                                                               | American Independant                                          | John A. Smith                                                 | 5334                                                          | 4,1                                                           |
| Total des votes                                               | Total des votes                                               | Total des votes                                               | 128 961                                                       | 100%                                                          |
|                                                               | Les Démocrates conservent                                     |                                                               |                                                               |                                                               |

### 2012
| Élection de 2012 du 39e district congressionnel de Californie | Élection de 2012 du 39e district congressionnel de Californie | Élection de 2012 du 39e district congressionnel de Californie | Élection de 2012 du 39e district congressionnel de Californie | Élection de 2012 du 39e district congressionnel de Californie |
| ------------------------------------------------------------- | ------------------------------------------------------------- | ------------------------------------------------------------- | ------------------------------------------------------------- | ------------------------------------------------------------- |
| Parti                                                         | Parti                                                         | Candidat                                                      | Votes                                                         | %                                                             |
|                                                               | Républicain                                                   | Ed Royce (sortant)                                            | 145 607                                                       | 57,8                                                          |
|                                                               | Démocrate                                                     | Jay Chen                                                      | 106 360                                                       | 42,2                                                          |
| Total des votes                                               | Total des votes                                               | Total des votes                                               | 251 967                                                       | 100%                                                          |
|                                                               | Les Républicains conservent                                   |                                                               |                                                               |                                                               |

### 2014
| Élection de 2014 du 39e district congressionnel de Californie | Élection de 2014 du 39e district congressionnel de Californie | Élection de 2014 du 39e district congressionnel de Californie | Élection de 2014 du 39e district congressionnel de Californie | Élection de 2014 du 39e district congressionnel de Californie |
| ------------------------------------------------------------- | ------------------------------------------------------------- | ------------------------------------------------------------- | ------------------------------------------------------------- | ------------------------------------------------------------- |
| Parti                                                         | Parti                                                         | Candidat                                                      | Votes                                                         | %                                                             |
|                                                               | Républicain                                                   | Ed Royce (sortant)                                            | 91 319                                                        | 68,5                                                          |
|                                                               | Démocrate                                                     | Peter O. Anderson                                             | 41 906                                                        | 31,5                                                          |
| Total des votes                                               | Total des votes                                               | Total des votes                                               | 133 225                                                       | 100%                                                          |
|                                                               | Les Républicains conservent                                   |                                                               |                                                               |                                                               |

### 2016
| Élection de 2016 du 39e district congressionnel de Californie | Élection de 2016 du 39e district congressionnel de Californie | Élection de 2016 du 39e district congressionnel de Californie | Élection de 2016 du 39e district congressionnel de Californie | Élection de 2016 du 39e district congressionnel de Californie |
| ------------------------------------------------------------- | ------------------------------------------------------------- | ------------------------------------------------------------- | ------------------------------------------------------------- | ------------------------------------------------------------- |
| Parti                                                         | Parti                                                         | Candidat                                                      | Votes                                                         | %                                                             |
|                                                               | Républicain                                                   | Ed Royce (sortant)                                            | 150 777                                                       | 57,2                                                          |
|                                                               | Démocrate                                                     | Brett Murdock                                                 | 112 679                                                       | 42,8                                                          |
| Total des votes                                               | Total des votes                                               | Total des votes                                               | 263 456                                                       | 100%                                                          |
|                                                               | Les Républicains conservent                                   |                                                               |                                                               |                                                               |

### 2018
En janvier 2018, le Républicain sortant Ed Royce a annoncé sa retraite. Le retrait de Royce a créé une grande incertitude et un grand intérêt pour cette élection, en raison de la possibilité que deux candidats du même parti politique remportent la primaire jungle de Californie,.
L'élection primaire a donné lieu à deux candidats de partis différents, la députée Républicaine Young Kim et le Démocrate Gil Cisneros arrivant respectivement en première et deuxième place. Après les élections générales, il a fallu plusieurs jours pour rassembler et comptabiliser les bulletins de vote par correspondance, mais le 17 novembre, Cisneros était le vainqueur prévu de l'élection.
| Élection de 2018 du 39e district congressionnel de Californie | Élection de 2018 du 39e district congressionnel de Californie | Élection de 2018 du 39e district congressionnel de Californie | Élection de 2018 du 39e district congressionnel de Californie | Élection de 2018 du 39e district congressionnel de Californie |
| ------------------------------------------------------------- | ------------------------------------------------------------- | ------------------------------------------------------------- | ------------------------------------------------------------- | ------------------------------------------------------------- |
| Parti                                                         | Parti                                                         | Candidat                                                      | Votes                                                         | %                                                             |
|                                                               | Démocrate                                                     | Gil Cisneros                                                  | 126 002                                                       | 51,6                                                          |
|                                                               | Républicain                                                   | Young Kim                                                     | 118 391                                                       | 48,4                                                          |
| Total des votes                                               | Total des votes                                               | Total des votes                                               | 244 393                                                       | 100%                                                          |
|                                                               | Les Démocrates prennent aux Républicains                      |                                                               |                                                               |                                                               |

### 2020
| Élection de 2020 du 39e district congressionnel de Californie | Élection de 2020 du 39e district congressionnel de Californie | Élection de 2020 du 39e district congressionnel de Californie | Élection de 2020 du 39e district congressionnel de Californie | Élection de 2020 du 39e district congressionnel de Californie |
| ------------------------------------------------------------- | ------------------------------------------------------------- | ------------------------------------------------------------- | ------------------------------------------------------------- | ------------------------------------------------------------- |
| Parti                                                         | Parti                                                         | Candidat                                                      | Votes                                                         | %                                                             |
|                                                               | Républicain                                                   | Young Kim                                                     | 173 946                                                       | 50,6                                                          |
|                                                               | Démocrate                                                     | Gil Cisneros (sortant)                                        | 169 837                                                       | 49,4                                                          |
| Total des votes                                               | Total des votes                                               | Total des votes                                               | 343 783                                                       | 100%                                                          |
|                                                               | Les Républicains prennent aux Démocrates                      |                                                               |                                                               |                                                               |

### 2022
La Californie a tenu sa Primaire Jungle le 7 juin 2022, selon ce système de Primaire, tous les candidats sont sur le même bulletin de vote, et les deux arrivés en tête s'affronteront le jour de l'Élection Générale, à savoir le 8 novembre 2022.
| Primaire Jungle 2022 du 39e district congressionnel de Californie | Primaire Jungle 2022 du 39e district congressionnel de Californie | Primaire Jungle 2022 du 39e district congressionnel de Californie | Primaire Jungle 2022 du 39e district congressionnel de Californie | Primaire Jungle 2022 du 39e district congressionnel de Californie |
| ----------------------------------------------------------------- | ----------------------------------------------------------------- | ----------------------------------------------------------------- | ----------------------------------------------------------------- | ----------------------------------------------------------------- |
| Parti                                                             | Parti                                                             | Candidat                                                          | Votes                                                             | %                                                                 |
|                                                                   | Démocrate                                                         | Mark Takano                                                       | 44 067                                                            | 57,1                                                              |
|                                                                   | Républicain                                                       | Aja Smith                                                         | 9751                                                              | 12,6                                                              |
|                                                                   | Républicain                                                       | Bill Spinney                                                      | 7421                                                              | 9,6                                                               |
|                                                                   | Républicain                                                       | Tony Moreno                                                       | 5527                                                              | 7,2                                                               |
|                                                                   | Républicain                                                       | Art Peterson                                                      | 5081                                                              | 6,6                                                               |
|                                                                   | Républicain                                                       | John Minnella                                                     | 3662                                                              | 4,7                                                               |
|                                                                   | Républicain                                                       | Emmanuel Suarez                                                   | 1600                                                              | 2,1                                                               |

| Élection de 2022 du 39e district congressionnel de Californie | Élection de 2022 du 39e district congressionnel de Californie | Élection de 2022 du 39e district congressionnel de Californie | Élection de 2022 du 39e district congressionnel de Californie | Élection de 2022 du 39e district congressionnel de Californie |
| ------------------------------------------------------------- | ------------------------------------------------------------- | ------------------------------------------------------------- | ------------------------------------------------------------- | ------------------------------------------------------------- |
| Parti                                                         | Parti                                                         | Candidat                                                      | Votes                                                         | %                                                             |
|                                                               | Démocrate                                                     | Mark Takano                                                   | 75 896                                                        | 57,70                                                         |
|                                                               | Républicain                                                   | Aja Smith                                                     | 55 701                                                        | 42,30                                                         |
| Total des votes                                               | Total des votes                                               | Total des votes                                               | 131 597                                                       | 100%                                                          |
|                                                               | Les Démocrates conservent                                     |                                                               |                                                               |                                                               |

### 2024
La Californie a tenu sa Primaire Jungle le 5 mars 2024, selon ce système de Primaire, tous les candidats sont sur le même bulletin de vote, et les deux arrivés en tête s'affronteront le jour de l'Élection Générale, à savoir le 5 novembre 2024.
| Primaire Jungle 2024 du 39e district congressionnel de Californie | Primaire Jungle 2024 du 39e district congressionnel de Californie | Primaire Jungle 2024 du 39e district congressionnel de Californie | Primaire Jungle 2024 du 39e district congressionnel de Californie | Primaire Jungle 2024 du 39e district congressionnel de Californie |
| ----------------------------------------------------------------- | ----------------------------------------------------------------- | ----------------------------------------------------------------- | ----------------------------------------------------------------- | ----------------------------------------------------------------- |
| Parti                                                             | Parti                                                             | Candidat                                                          | Votes                                                             | %                                                                 |
|                                                                   | Démocrate                                                         | Mark Takano (sortant)                                             | 48 351                                                            | 55,5                                                              |
|                                                                   | Républicain                                                       | David Serpa                                                       | 38 750                                                            | 44,5                                                              |

| Élection de 2024 du 39e district congressionnel de Californie | Élection de 2024 du 39e district congressionnel de Californie | Élection de 2024 du 39e district congressionnel de Californie | Élection de 2024 du 39e district congressionnel de Californie | Élection de 2024 du 39e district congressionnel de Californie |
| ------------------------------------------------------------- | ------------------------------------------------------------- | ------------------------------------------------------------- | ------------------------------------------------------------- | ------------------------------------------------------------- |
| Parti                                                         | Parti                                                         | Candidat                                                      | Votes                                                         | %                                                             |
|                                                               | Démocrate                                                     | Mark Takano (sortant)                                         | 130 191                                                       | 56,7                                                          |
|                                                               | Républicain                                                   | David Serpa                                                   | 99 469                                                        | 43,3                                                          |
| Total des votes                                               | Total des votes                                               | Total des votes                                               | 229 660                                                       | 100%                                                          |
|                                                               | Les Démocrates conservent                                     |                                                               |                                                               |                                                               |

## Frontières historique du district
Le 39e district congressionnel était à l'origine l'un des cinq redistribués en Californie après le recensement de 1970 aux États-Unis.
De 1993 à 2003, le 39e district congressionnel était un bastion républicain. En 2003, ce territoire a été principalement redésigné dans le 40e district voisin et le 42e district. De 2003 à 2013, le 39e district était représenté par Linda Sánchez, qui représente désormais le 38e district.